# スキャンディスク
スキャン ディスクとは、MS-DOS v6.2とWindows 9x系に付属するディスクユーティリティプログラム。Windows NT系では、チェック ディスク等と呼ばれている。

## 概要
Windows 95時代から存在するディスク検査ツール。ハードディスクやフロッピーディスクなどの物理ディスク内の構造をチェックし、状況によって修復を行う。ディレクトリやファイルを格納する位置はクラスタと呼ばれる。クラスタ内部を検査できるため、問題のあるクラスタの早期発見やそれに伴うエラーの予防、ディスクの寿命維持が期待できる。
Windows 9x系では（初期設定では）スタートメニュー内に存在するが、Windows NT系では存在せずディスクのプロパティから選ぶ。Windows 9x系列とWindows NT系では別のプログラムである。

## 操作について

### Windows 9x系列 (Windows 95/98/Me) の場合
- チェック方法には短時間で検査する標準モードと、ディスク内の全クラスタを確認する完全モードの2種類がある。簡単なチェックであれば標準モードで構わないが、念のため完全モードで点検しておくと良いだろう。ただし、幾分時間も掛かる。「エラーの自動修復」の項目はエラーの詳細を確認したい場合には有効で構わないが、少しでも短時間で終わらせたい場合は無効にすると良い。
- より詳細な設定を行いたい場合は、詳細ボタン内から細かい設定ができる（ログの書き出し方や破損ファイルの始末等）。

### Windows NT系列 (Windows 2000/XP/Vista等) の場合
- 「マイコンピュータ」内に登録されているディスクを選択し、プロパティ内の項目から選択する。
- Windows 9x系列よりも設定できる項目が制限されており、操作性も大幅に異なる。
- エラーの自動修復や不良セクタの回復が選択肢として用意されているが、選択した場合にはそれなりに時間がかかる。

## コマンドラインからの実行
- コマンドプロンプト上からのスキャンディスクも可能で、Windows 9x系列の場合はMS-DOSプロンプト上で実行するとUIのスキャンディスクが起動する。MS-DOSモード（または起動ディスクから立ち上げた場合）で実行した場合にはテキスト画面での実行となる。
- Windows NT系列の場合もコマンドプロンプト上から行える。詳細なオプションを指定し、且つ特に起動用のディスクの場合は、次回のシステム起動途中に実行をスケジュールするために再起動が必要なことがある。

## 関連事項
- FAT
- NTFS
- fsck